# Jyri Raitasalo
Jyri Juhani Raitasalo, född 12 november[källa behövs] 1970 i Esbo, är en finländsk militär och statsvetare.

## Biografi
Efter studentexamen vid gymnasiet i Kaitans 1989 blev Raitasalo fänrik 1991, varefter han avlade officersexamen vid Kadettskolan 1995 och samma år utnämndes till premiärlöjtnant. Han tjänstgjorde vid Helsingfors luftvärnsregemente 1995–2002 och befordrades till kapten 2000. Därefter var han verksam vid Försvarshögskolan 2002–2009: som forskarofficer 2002–2005, som student vid stabsofficerskursen 2005–2006, som student vid generalstabsofficerskursen 2006–2007 och som lärare i strategi 2007–2009. Han avlade också politices doktor-examen i internationell politik vid Helsingfors universitet 2006 och befordrades till major 2007. Sedan 2010 är han docent i strategi och säkerhetspolitik vid Försvarshögskolan. Han var avdelningsstabsofficer för strategisk planering vid Planeringsavdelningen i Huvudstaben 2009–2010, gick Nationella försvarskursen 2010, var adjutant hos kommendören för Försvarsmakten 2010–2013, befordrades till överstelöjtnant 2012, var huvudlärare i strategi vid Försvarshögskolan 2013–2014, gick kurs för högre befäl 2014, var kommendör för Helsingfors luftvärnsregemente i Pansarbrigaden 2014–2015, tjänstgjorde som äldre avdelningsstabsofficer för strategisk planering vid Försvarsministeriet 2016–2017 och var militärprofessor i allmän krigskonst vid Försvarshögskolan 2017–2019. År 2019 befordrades han till överste, varefter han var försvarsministerns militärrådgivare i Försvarsministeriet 2019–2021, gick kurs för högsta ledningen 2021 och var chef för Strategiska planeringssektorn i Planeringsavdelningen i Huvudstaben 2021–2022. Raitasalo utnämndes 2022 till brigadgeneral och är sedan 2023 kommendör för Karelska brigaden.
Jyri Raitasalo kallades till ledamot av svenska Kungliga Krigsvetenskapsakademien 2014.

## Utmärkelser
- Riddartecknet av I klass av Finlands Lejons orden,  4 juni 2010[3]
- Riddartecknet av I klass av Finlands Vita Ros’ orden,  4 juni 2017[3]
- Kommendörstecknet av Finlands Vita Ros’ orden,  4 juni 2024[4]
- Militärens förtjänstmedalj[5]

[Redigera Wikidata]